# إرلينغ أندرسن
إرلينغ أندرسن (بالإنجليزية: Erling Andersen)‏ هو متزحلق نوردي مزدوج أمريكي، ولد في 7 مارس 1905 في أوسلو في النرويج، وتوفي في 11 سبتمبر 1993.

## وصلات خارجية
- إرلينغ أندرسن على موقع أوليمبيديا (الإنجليزية)